# NGC 2314
NGC 2314 is een elliptisch sterrenstelsel in het sterrenbeeld Giraffe. Het hemelobject werd op 1 augustus 1883 ontdekt door de Duitse astronoom Ernst Wilhelm Leberecht Tempel.

## Synoniemen
- UGC 3677
- MCG 13-6-3
- ZWG 348.32
- PGC 20305